# Lucian Muscurel
Lucian Muscurel, född 17 juni 1947, är en skådespelare med rumänsk bakgrund. Han har i flera filmer gestaltat olika gangsterkaraktärer.

## Filmografi (urval)
- 1997 - Beck - Pensionat Pärlan
- 1993 - Rederiet (gästroll)                                                                                                                                                                                                       --- Till våra vänner (1993)
- 1991 - Goltuppen